# Feta
Feta (grško φέτα, latinizirano: féta) je grški slani beli sir iz ovčjega mleka ali iz mešanice ovčjega in kozjega mleka. Je mehak, z majhnimi luknjicami ali brez njih, kompakten na dotik, malo vreznin in brez kože. Drobljiv z rahlo zrnato strukturo, se oblikuje v velike bloke in stara v slanici. Njegov okus je oster in slan, od blagega do ostrega. Feta se uporablja kot namizni sir, v solatah, kot je grška solata in v pecivu, zlasti v grških jedeh na osnovi testa: spanakopita (špinačna pita) in tiropita (pita s sirom). Pogosto ga postrežemo z oljčnim oljem ali olivami in potresemo z aromatičnimi zelišči, kot je origano. Postrežemo ga lahko tudi kuhanega (pogosto na žaru), kot del sendviča, v omletah in številnih drugih jedeh.
Od leta 2002 je feta zaščitena označba porekla v Evropski uniji. Zakonodaja EU in podobna zakonodaja v 25 drugih državah  omejuje ime feta na sire, proizvedene na tradicionalen način v celinski Grčiji in prefekturi Lesbos, ki so narejeni iz ovčjega mleka ali iz mešanice ovčjega in do 30 % kozjega mleka z istega območja.
Podobne bele slane sire tradicionalno izdelujejo na Balkanu, ob Črnem morju, v zahodni Aziji in v zadnjem času tudi drugod. Zunaj EU se ime feta pogosto uporablja generično za te sire.

## Generični izraz in proizvodnja izven Grčije
Za mnoge potrošnike je beseda feta generični izraz za bel, drobljiv sir, ki se stara v slanici. Proizvodnja sira se je najprej začela v vzhodnem Sredozemlju in okoli Črnega morja. Sčasoma se je proizvodnja razširila v države, vključno z Dansko, Francijo, Nemčijo, Združenim kraljestvom in Združenimi državami, pogosto delno ali v celoti iz kravjega mleka, včasih pa so (ali so se) imenovali tudi feta.

## Geografska označba
[[File:Feta GI.svg|thumb|300px| Države, kjer je izraz ‘’feta’’ zaščiten kot geografska označba
{{legend|#88f9cc| Zaščiteno kot geografska označba (z omejitvami)]]
Od leta 2002 je feta izdelek z zaščiteno označbo porekla (ZOP) v Evropski uniji. V skladu z ustrezno zakonodajo EU (ki se uporablja znotraj EU in Severne Irske) ter podobno zakonodajo Združenega kraljestva so samo tisti siri, proizvedeni na tradicionalen način na določenih območjih Grčije, ki so narejeni iz ovčjega mleka ali iz mešanice ovčjega in do 30 % kozjega mleka z istega območja, lahko imenujemo feta. Tudi v več drugih državah je izraz feta od takrat zaščiten. 

## Opis
ZOP EU za feto zahteva najvišjo vsebnost vlage 56 %, najmanjšo vsebnost maščobe v suhi snovi 43 % in pH, ki je običajno v razponu od 4,4 do 4,6. Proizvodnja fete z ZOP EU je tradicionalno razvrščena v trdne in mehke sorte. Čvrsta sorta je tanger in velja za višjo kakovost. Mehka sorta je skoraj dovolj mehka, da jo je mogoče mazati, večinoma se uporablja v pitah in se prodaja po nižji ceni. Pri rezanju fete nastane nekaj trímme, (drobtin), ki se uporablja tudi za pite (ker ni naprodaj, se trímma na zahtevo običajno podeli brezplačno).
Kakovostna feta mora imeti ob vzorčenju kremasto strukturo in vonj po ovčjem mleku, maslu in jogurtu. V ustih je oster, rahlo slan in rahlo kisel, s pikantnim zaključkom, ki spominja na poper in ingver, ter kančkom sladkobe. Glede na specifikacijo geografske označbe je biotska raznovrstnost zemlje v povezavi s posebnimi pasmami ovac in koz, ki se uporabljajo za mleko, tisto, kar daje feta siru posebno aromo in okus. 

## Proizvodnja
Tradicionalno (in zakonsko v EU in na drugih ozemljih, kjer je zaščitena) se feta proizvaja samo iz polnomastnega ovčjega mleka ali mešanice ovčjega in kozjega mleka (z največ 30 % kozjega mleka). Mleko je lahko pasterizirano ali ne, vendar večina proizvajalcev zdaj uporablja pasterizirano mleko. Če se uporablja pasterizirano mleko, se doda starter kultura mikroorganizmov, ki nadomesti tiste, ki so naravno prisotni v surovem mleku in so uničeni pri pasterizaciji. Ti organizmi so potrebni za razvoj kislosti in okusa.
Ko se pasterizirano mleko ohladi na približno 35 °C, dodajo sirilo in kazein pustijo, da koagulira. Zgoščeno skuto nato nasekljajo in dajo v poseben model ali vrečko iz blaga, ki omogoča odtekanje sirotke. Po nekaj urah je skuta dovolj čvrsta za rezanje in sol; slanost bo sčasoma dosegla približno 3 %,  nasoljeno skuto dajo (odvisno od proizvajalca in območja Grčije) v kovinske posode oz. lesenih sodih in pustijo stati več dni.
Po končanem suhem soljenju sira traja staranje ali zorenje v slanici (7-odstotna raztopina soli v vodi) nekaj tednov pri sobni temperaturi in nadaljnja najmanj 2 meseca v hlajenem okolju z visoko vlažnostjo – kot prej, bodisi v lesenih sodih ali kovinskih posodah, odvisno od proizvajalca (bolj tradicionalno staranje v sodu naj bi dalo edinstven okus). Posode se nato pošljejo v supermarkete, kjer se sir razreže in prodaja neposredno iz posode; alternativno so bloki standardizirane teže pakirani v zaprte plastične kozarce z nekaj slanice.
Feta se razmeroma hitro suši tudi v hladilniku; če je shranjena dlje kot teden dni, jo hranimo v slanici ali rahlo osoljenem mleku.

## Zgodovina
Sir iz ovčjega in kozjega mleka je v vzhodnem Sredozemlju pogost že od antičnih časov. V bronastodobnem Kanaanu je bil sir morda med nasoljenimi živili, ki so jih pošiljali po morju v keramičnih posodah, zato so s sirilom koagulirani beli siri, podobni feti, morda pošiljali v slanici, vendar za to ni neposrednih dokazov. V Grčiji prva dokumentirana omemba proizvodnje sira sega v 8. stoletje pred našim štetjem, tehnologija, uporabljena za izdelavo sira iz ovčjega in kozjega mleka, pa je podobna tehnologiji, ki jo danes uporabljajo grški pastirji za proizvodnjo fete. V  Odiseji Homer opisuje, kako Polifem izdeluje sir in ga suši v pletenih košarah, čeprav ne omenja ničesar o slanici, zaradi česar je morda, po besedah Paula S. Kindstedta, skorjeni sir podoben sodobnemu pekorinu in koprinu namesto feti. Po drugi strani E. M. Antifantakis in G. Moatsou trdita, da je bil Polifemov sir »nedvomno prednik sodobne fete«. Če ne upoštevamo izvora, je bil sir, proizveden iz ovčjega in kozjega mleka, običajna hrana v stari Grčiji in sestavni del kasnejše grške gastronomije.
Prva nedvoumna dokumentacija o konzerviranju sira v slanici se pojavi v De Agri Cultura Katona Starejšega (2. stoletje pr. n. št.), čeprav je bila praksa zagotovo veliko starejša. Opisano je tudi v Geoponici iz 10. stoletja. Natančneje, feta sir je zapisal Psellos v 11. stoletju pod imenom prósphatos (grško πρόσφατος 'nedavni, svež'), proizvajali pa so ga Krečani. V poznem 15. stoletju je italijanski obiskovalec Candije, Pietro Casola, opisal trženje fete, pa tudi njeno shranjevanje v slanici. Feta sir je poleg mleka in ovčjega mesa glavni vir dohodka za pastirje v severozahodni Grčiji. 
Grška beseda feta (φέτα) izvira iz italijanske fetta 'rezina', ta pa iz latinske besede offa 'zalogaj, kos'. Beseda feta se je razširila kot ime za sir šele v 19. stoletju, verjetno se nanaša na sir, ki so ga razrezali za pakiranje v sod.

## Učinek certificiranja kot geografske označbe
Preden si je Grčija prizadevala za ZOP za svojo feto, je obstajala dolgotrajna proizvodnja izven Grčije v treh državah članicah: Nemčiji, na Danskem in v Franciji, v nekaterih državah (npr. na Danskem) pa je bila feta pojmovana kot generični izraz, medtem ko je v drugih (npr. v Grčiji) dojemajo kot označbo porekla, središče proizvodnje in potrošnje pa je v Grčiji. Grčija je prvič zaprosila za registracijo fete kot označbe porekla v EU leta 1994, kar je bilo odobreno leta 1996 z uredbo Komisije (ES) št. 1107/96. Zoper odločitev je bila vložena pritožba na Sodišče Evropske unije ( CJEU) s strani Danske, Francije in Nemčije, ki je razveljavilo odločitev, ker Komisija ni dovolj ocenila, ali je feta postala generični izraz ali ne. Po tej odločitvi je Evropska komisija ponovno ocenila registracijo fete kot ZOP, pri čemer je upoštevala proizvodnjo v drugih državah EU, in ponovno registrirala feto kot ZOP v Uredbi Komisije (ES) št. 1829/2002. Danska in Nemčija sta se na to odločitev znova pritožili na Sodišču EU. Leta 2005 je Sodišče Evropske unije podprlo Uredbo Komisije. Navedlo je, da je bil izraz v nekaterih državah EU res splošen in da je proizvodnja potekala tudi zunaj Grčije, vendar pa je bila po drugi strani geografska regija v Grčiji dobro opredeljena in da so se celo negrški proizvajalci pogosto sklicevali na status fete kot grški izdelek z izbiro embalaže.
Evropska komisija je dala drugim državam pet let, da najdejo novo ime za svoj feta sir ali ustavijo proizvodnjo. Zaradi odločitve Evropske unije je dansko podjetje za proizvodnjo mleka Arla Foods spremenilo ime svojih izdelkov iz belega sira v Apetina, kar je tudi ime prehrambene znamke Arla, ustanovljene leta 1991. Kadar je treba opisati imitacijo fete, se uporabijo imena, kot sta »solatni sir« in »sir v grškem slogu«.
EU je feto vključila v več pridružitvenih sporazumov, sporazumov o prosti trgovini in sporazumov o priznavanju geografskih označb, kar je vodilo do razširitve zaščite izraza feta. Za izvoznike iz EU na tuje trge zunaj ozemelj, ki jih zajemajo ti sporazumi, pravila Evropske komisije ne veljajo. Kot tak je negrški sir EU, ki se prodaja v tujini, pogosto označen kot feta.
Leta 2013 je bil dosežen sporazum s Kanado (CETA), v katerem so kanadski proizvajalci fete obdržali svoje pravice do nadaljnje proizvodnje fete, medtem ko bodo novi udeleženci na trgu izdelek označili kot »feta-style/type sir«. Na drugih trgih, kot so ZDA, Avstralija, Nova Zelandija in drugod, se polna generična uporaba izraza "feta" nadaljuje.
Nekateri siri iz EU so bili preimenovani. Leta 2007 je bil britanski sir Yorkshire Feta preimenovan v Fine Fettle Yorkshire. 

## Prehrana
Tako kot mnogi mlečni izdelki ima feta znatne količine kalcija in fosforja; vendar ima feta več vode in zato manj maščob in kalorij kot starani siri, kot sta Parmigiano Reggiano ali čedar. Sir lahko vsebuje koristne probiotike.
Feta kot ovčji mlečni izdelek vsebuje do 1,9 % konjugirane linolne kisline (CLA), kar je približno 0,8 % vsebnosti maščobe.
Feta sir vsebuje zelo veliko soli, več kot 400 mg natrija na 100 kalorij.

## Podobni siri
Podobne sire je mogoče najti v drugih državah, kot so:
- Albanija (djathë i bardhë ali djathë i Gjirokastrës)
- Armenija (Չանախ chanakh - sir v čanu, vrsta lončenih lončkov)
- Azerbajdžan (ağ pendir, dob. 'beli sir')
- Bosna (Travnički/Vlašićki sir, slov. "sir iz Vlašića/Travnika")
- Bolgarija (бяло сирене, bjalo sirene, buk. "beli sir")
- Kanada (sir v obliki feta ali preprosto feta za podjetja, ki proizvajajo sir pred oktobrom 2013)
- Češka (balkánský sýr, slov. "balkanski sir")
- Egipt (domiati)
- Finska (salaattijuusto, "solatni sir")
- Gruzija (ყველი, kveli, dob. "sir")
- Nemčija (Schafskäse, "ovčji sir")
- Madžarska (juhturo)
- Iran (Lighvan sir; پنیر لیقوان panīr-e līghvān)
- Izrael (gvina bulgarit, slov. "bolgarski sir")
- Italija (casu 'e fitta Sardinia)
- Libanon (gibneh bulgharieh, dob. "bolgarski sir")
- Severna Makedonija (сирење, sirenje)
- Palestina in Jordanija (sir Nabulsi; جبنة نابلسية in Akkawi; عكاوي)
- Romunija (brânză telemea)
- Rusija (брынза, brynza)
- Srbija (сир, sir kot splošno ime; сирење, sirenje v južni, vključno s kosovskimi Srbi; in brinza v severni in vzhodni Srbiji med slovaškim in aromunskim prebivalstvom)
- Slovaška (bryndza in Balkánsky syr, slov. "Balkanski sir")
- Španija (Queso de Burgos, dob. "Burgoški sir")
- Sudan (gibna beyda, dob. "beli sir")
- Turčija (beyaz peynir, dob. "beli sir")
- Ukrajina (brinza, brynza)
- Združeno kraljestvo (solatni sir)

## Splošna in citirana literatura
- Adams, Alexis Marie (2016). »feta«.  V Donnelly, Catherine W. (ur.). The Oxford Companion to Cheese. Oxford: Oxford University Press. str. 269–271. ISBN 978-0199330881.
- Antifantakis, E. M.; Moatsou, G. (2006). »2 Feta and Other Balkan Cheeses«.  V Tamime, Adnan (ur.). Brined Cheeses. Oxford: Blackwell Publishing Ltd. str. 43–76. ISBN 9781405124607.
- Babiniotis, George D. (1998). Λεξικό της νέας ελληνικής γλώσσας με σχόλια για τη σωστή χρήση των λέξεων Λεξικό της Νέας Ελληνικής Γλώσσας (v grščini). Athens: Kentro Leksikologias. ISBN 9789608619005.
- Barthélemy, Roland; Sperat-Czar, Arnaud (2004). Cheeses of the World. London: Hachette Illustrated. ISBN 978-1-84-430115-7.
- Bintsis, Thomas; Alichanidis, Efstathios (2018). »Cheeses from Greece«.  V Papademas, Photis; Bintsis, Thomas (ur.). Global Cheesemaking Technology: Cheese Quality and Characteristics. Hoboken, NJ: John Wiley & Sons, Ltd. str. 180–181. ISBN 9781119046158.
- Dalby, Andrew (1996). Siren Feasts: A History of Food and Gastronomy in Greece. London and New York: Routledge. ISBN 9781134969852.
- Kindstedt, Paul S. (2012). Cheese and Culture: A History of Cheese and Its Place in Western Civilization. White River Junction, VT: Chelsea Green Publishing. ISBN 978-1603584128.
- Harbutt, Juliet (2006). The World Encyclopedia of Cheese. London: Hermes House. ISBN 9781843099604.
- Hatziminaoglou, Y.; Boyazoglou, J. (2004). »The goat in ancient civilisations: from the Fertile Crescent to the Aegean Sea«. Small Ruminant Research. 51 (2): 123–129. doi:10.1016/j.smallrumres.2003.08.006.
- »Comprehensive Economic and Trade Agreement (CETA)«. Official Journal of the European Union. 2017.
- Polychroniadou-Alichanidou, Anna (2004). »13: Traditional Greek Feta«.  V Hui, Y.H.; Meunier-Goddik, Lisbeth; Josephsen, Jytte; Nip, Wai-Kit; Stanfield, Peggy S. (ur.). Handbook of Food and Beverage Fermentation Technology. New York: Marcel Dekker, Inc. str. 283–299. ISBN 9780824751227.
- Prandini, Aldo; Sigolo, Samantha; Piva, Gianfranco (2011). »A comparative study of fatty acid composition and CLA concentration in commercial cheeses«. Journal of Food Composition and Analysis. 24 (1): 55–61. doi:10.1016/j.jfca.2010.04.004.
- Razionale, Vince (2016). »Homer«.  V Donnelly, Catherine W. (ur.). The Oxford Companion to Cheese. Oxford: Oxford University Press. str. 360. ISBN 978-0199330881.